# Fédération royale marocaine des sports équestres
La Fédération royale marocaine des sports équestres (FRMSE) est l'organisme chargé de la gestion et de la promotion des sports équestres au Maroc.

## Histoire
Créée en 1958, la Fédération royale marocaine des sports équestres est présidée depuis 2012 par M. Abdallah ben Ali Alaoui,.
En 2016, la FRMSE a accordé des diplômes fédéraux d'équitation à 76 cavaliers marocains. Elle a fêté son 60e anniversaire en juillet 2018, à l'occasion de la semaine du cheval de Rabat, en organisant de nombreuses animations, notamment pour les enfants.
Un programme d'équithérapie à destination d'enfants à besoins spécifiques a été initié par la FRMSE, attirant l'attention du prince Harry d'Angleterre en février 2019, qui a salué l'effort mené au Maroc pour intégrer ces jeunes. Toujours en 2019, cette fédération sportive compte 23 athlètes pour 66 chevaux enregistrés auprès de la Fédération équestre internationale, et une quarantaine de clubs affiliés.

## Missions

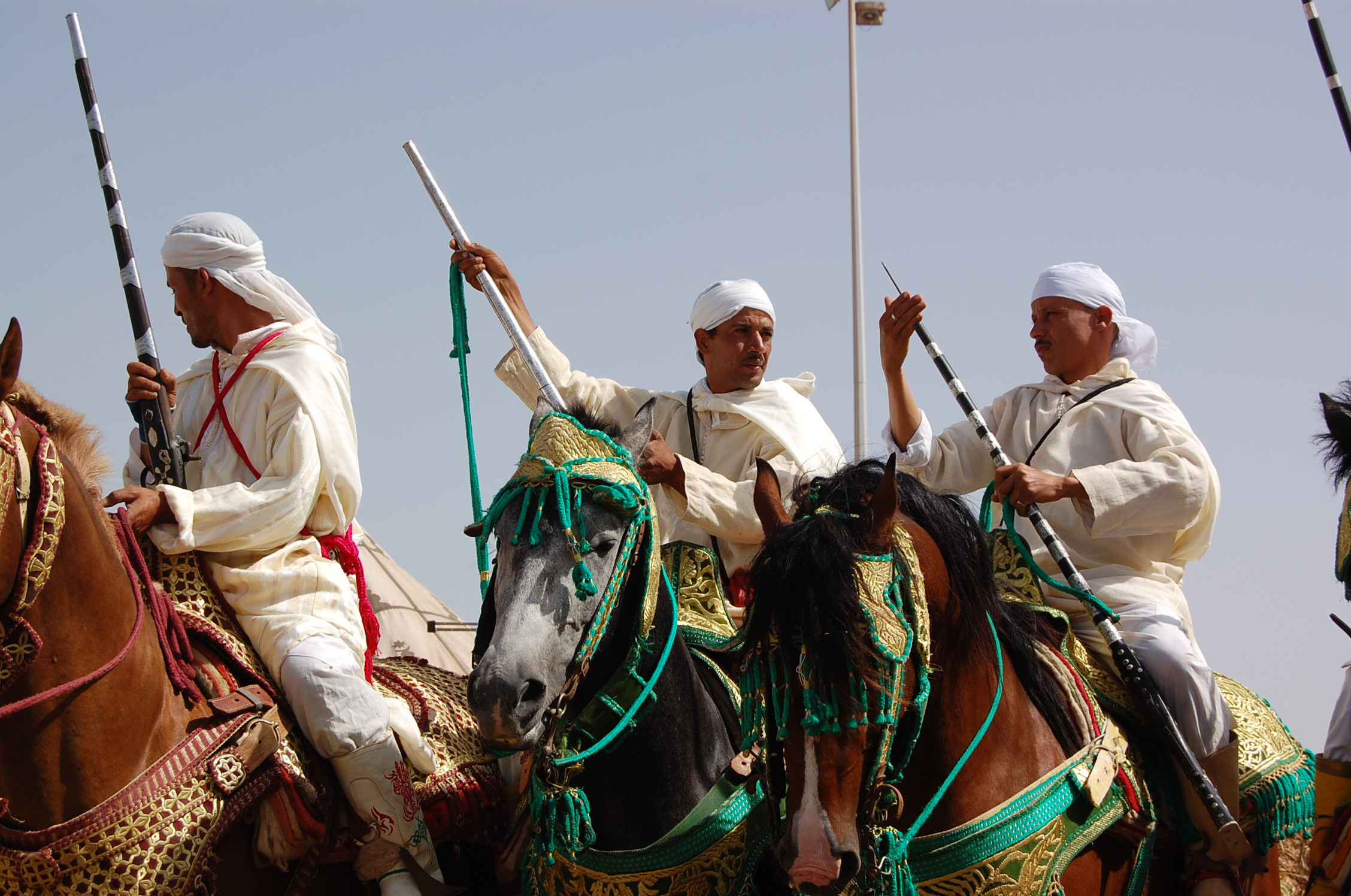
Une tbourida à Moulay Abdellah, l'une des pratiques équestres placées sous l'égide de la FRMSE.

La FRMSE est chargée de la gestion administrative de mise à niveau des clubs d'équitation grâce à l'octroi de subventions, des diplômes d'équitation, de la promotion et du développement des sports équestres au Maroc, et de l'organisation des compétitions d'envergure internationale. Elle est notamment chargée de l'organisation de la semaine du cheval de Rabat, et co-organise le circuit de saut d'obstacles Morocco Royal Tour,. Une soixantaine de concours nationaux par an sont concernés,. Elle publie aussi sur le portail marocain des sports équestres, equestre.ma.
Elle gère les sports équestres du dressage, de l'endurance et du saut d'obstacles, ce qui inclut des compétitions internationales dans ces deux dernières disciplines.
La valorisation des sports équestres patrimoniaux du Royaume du Maroc entre également dans ses missions. Ainsi, la gestion de la tbourida est prise en charge par la FRMSE, qui souhaite faire davantage connaître cette pratique. Parmi les chevaux enregistrés auprès de la FRMSE, la grande majorité sont des montures de tbourida.
La FRMSE est affiliée à la Fédération équestre internationale.